# Wortstellung
Die Wortstellung (auch Satzstellung, Topologie, Satzgliedfolge, Wortfolge) ist die Anordnung der Wörter bzw. Satzglieder innerhalb eines Satzes, insbesondere die von Subjekt, Objekt und finiter Verbform (Teil des Prädikats). Diese Anordnung wird von den grammatischen Regeln einer Einzelsprache festgelegt, wobei die meisten Sprachen auch Regeln vorsehen, nach denen eine Grundreihenfolge zusätzlich abgewandelt werden kann. Wortstellungsregeln werden meist mit Bezug auf grammatische Funktionen (wie Subjekt, Objekt) formuliert.

## Klassifizierung von Sprachen nach Grundwortstellung

### Die klassische Typeneinteilung
Die Satzglieder Subjekt (S), Objekt (O) und finite Verbform (V) lassen sich zum Zwecke der syntaktischen Typologie als Hauptkonstituenten ansehen, und man kann dann feststellen, welches ihre gewöhnliche Reihenfolge in einem einfachen Aussagesatz ist, der nur aus diesen drei Bestandteilen besteht. Beispiel: „Peter (S) schreibt (V) Romane (O).“  Die Stellung dieser drei Bestandteile heißt auch die Grundwortstellung. Die Grundwortstellung im Deutschen wäre demnach SVO, wenn man als Kriterium nimmt, welches die häufigste Reihenfolge in Sätzen mit Subjekt, Objekt und einem (1) Verb ist (nimmt man als Kriterium die strukturelle Beschreibung, klassifiziert man Deutsch dagegen als Sprache mit Verbzweitstellung).
Nun kann man die Sprachen typologisch danach einteilen, welche Grundwortstellung in ihnen vorherrscht. Nach den Regeln der Kombinatorik gibt es insgesamt sechs verschiedene Möglichkeiten für die Stellung von drei Komponenten, die im Folgenden durch Beispiele verdeutlicht werden. Varianten, in denen das Subjekt vor dem Objekt steht, sind dabei in natürlichen Sprachen zahlreicher, aber wie sich anhand der jeweils angegebenen Sprachen erkennen lässt, kommen alle Möglichkeiten vor.
| Wortstellung                  | Beispielsatz             | Beispielsprachen                                                      |
| ----------------------------- | ------------------------ | --------------------------------------------------------------------- |
| Subjekt – Verb – Objekt (SVO) | „Peter schreibt Romane.“ | Englisch, Französisch, Spanisch, Swahili, ASL                         |
| Subjekt – Objekt – Verb (SOV) | „Peter Romane schreibt.“ | Japanisch, Koreanisch, Türkisch, Persisch, Baskisch, Kurmandschi, DGS |
| Objekt – Verb – Subjekt (OVS) | „Romane schreibt Peter.“ | Apalai, Bacairi, Guarijio, Hixkaryána                                 |
| Objekt – Subjekt – Verb (OSV) | „Romane Peter schreibt.“ | Warao, Xavante                                                        |
| Verb – Subjekt – Objekt (VSO) | „Schreibt Peter Romane.“ | inselkeltische Sprachen, Hawaiisch, Klassisches Arabisch              |
| Verb – Objekt – Subjekt (VOS) | „Schreibt Romane Peter.“ | Fidschi, Malagasy, Javanisch                                          |

### Probleme bei der Ermittlung von Grundwortstellungen
Die oben dargestellte Version der Wortstellungstypologie wurde von Joseph Greenberg begründet. Sie wurde in mehrfacher Hinsicht kritisiert, unter anderem aus den folgenden Gründen:
- In einigen Sprachen sind grammatische Funktionsträger wie Subjekt, Verb oder Objekt nur schwer auszumachen oder können unter Umständen wegfallen (z. B. in Pro-Drop-Sprachen).
- In einigen Sprachen hängen mögliche Wortstellungsmuster von der Art der Funktionsträger ab; z. B. hängt im Haida die Grundwortstellung von semantischen Eigenschaften der verbalen Argumente, wie Belebtheit, ab.[4]
- Es gibt Sprachen, die eine weitgehend freie Anordnung von S, O und V erlauben, ohne dass sich sagen ließe, welche die Grundwortstellung ist (z. B. das Vedische und die australische Sprache Warlpiri.[5] Es gibt auch Sprachen, bei denen zumindest unklar ist, ob VO oder OV die grundlegendere Abfolge ist, so etwa Russisch.[6]

Während in der Sprachtypologie der S/V/O-Grundwortstellungstyp oft nach der Häufigkeit der jeweiligen Oberflächenfolge ermittelt wird, kann sich in abstrakteren Syntaxtheorien ein anderer Begriff von Grundwortstellung ergeben. Vor allem sind die typologischen Grundwortstellungen oft nicht kompatibel mit den sog. Basisabfolgen in der generativen Grammatiktheorie nach Chomsky, die mit der Generativen Transformationsgrammatik begann. Darin geht man davon aus, dass es verschiedene Ebenen der syntaktischen Darstellung gibt. Klassischerweise wird eine Tiefenstruktur durch Operationen wie Transformationen oder Bewegung (move α in minimalistischen Theorien) in eine Form gebracht, die seiner oberflächlichen Realisierung entspricht. Ein Beispiel für Schwierigkeiten, die sich hier ergeben können, bildet das Deutsche: Die in der Typologie verwendeten oberflächennahen und häufigkeitsbasierten Kriterien führen in manchen Arbeiten zu einer Einstufung des Deutschen als Grundwortstellung SVO, aber die für grammatische Ableitungen systematisch zugrundeliegende Stellung ist SOV.

## Wortstellungsvariation
Neben Sätzen in der Grundwortstellung erlauben Sprachen in unterschiedlichem Ausmaß Abwandlungen. So ist im Englischen zwar SVO die Normalstellung, aber es ist u. a. auch eine Voranstellung (Topikalisierung) des Objekts möglich, was dann an der Oberfläche eine Abfolge OSV ergibt (zum Beispiel: „This part I omitted“ – „Diesen Teil habe ich weggelassen“).
Besonders in Sprachen des SOV-Typs (z. B. Persisch, Hindi, Japanisch, Turksprachen) ist eine größere Variierbarkeit der Wortstellung typisch. Ihre Wortstellungsregeln richten sich nicht nur nach den Funktionen Subjekt oder Objekt, sondern auch nach Bedeutungsfaktoren (etwa semantischen Rollen) oder häufig auch nach der Informationsstruktur (bekannte vs. neue Information, Thema-Rhema-Gliederung). Dies trifft auch auf das Deutsche zu, siehe unter Deutsche Grammatik #Syntax des Mittelfelds.

## Trivia
- Die konstruierte (fiktionale) Sprache Klingonisch erhielt von ihrem Urheber Marc Okrand eine OVS-Wortstellung.
- Die Satzstellung OSV erlangte breite Bekanntheit durch die Star-Wars-Figur Yoda.